# Free TC
Free TC è il primo album in studio del cantante statunitense Ty Dolla Sign, pubblicato nel 2015.

## Tracce
Edizione standard
1. LA (featuring Kendrick Lamar, Brandy & James Fauntleroy) – 5:07
2. Saved (featuring E-40) – 2:58
3. Straight Up (featuring Jagged Edge) – 5:01
4. Solid (featuring Babyface) – 4:19
5. Horses in the Stable – 3:06
6. Know Ya (featuring Trey Songz) – 4:52
7. Credit (featuring Sevyn Streeter) – 6:11
8. Miracle / Wherever (featuring Big TC & D-Loc) – 8:15
9. Guard Down (featuring Kanye West & Diddy) – 4:56
10. Sitting Pretty (featuring Wiz Khalifa) – 3:26
11. When I See Ya (featuring Fetty Wap) – 3:34
12. Blasé (featuring Future & Rae Sremmurd) – 4:46
13. Only Right (featuring YG, Joe Moses & TeeCee4800) – 3:10
14. Bring It Out of Me – 3:45
15. Actress (featuring R. Kelly) – 6:12
16. Finale (featuring Sa-Ra & PJ) – 2:53

Edizione deluxe (Tracce bonus)
1. Like a Drug – 4:42
2. Wavy (featuring Joe Moses) – 3:07
3. Long Time (featuring Quavo) – 3:08
4. Westside – 4:05